# Springfield (Vermont)
Springfield è un comune (town) degli Stati Uniti d'America della contea di Windsor nello Stato del Vermont. La popolazione era di 9 373 abitanti al censimento del 2010.

## Geografia fisica
Secondo lo United States Census Bureau, ha un'area totale di 49,5 miglia quadrate (128,1 km²).

## Società

### Evoluzione demografica
Secondo il censimento del 2000, c'erano 9 078 abitanti.

### Etnie e minoranze straniere
Secondo il censimento del 2000, la composizione etnica della città era formata dal 97,60% di bianchi, lo 0,24% di afroamericani, lo 0,14% di nativi americani, lo 0,77% di asiatici, lo 0,06% di oceanici, lo 0,18% di altre razze, e l'1,01% di due o più etnie. Ispanici o latinos di qualunque razza erano lo 0,72% della popolazione.

## Cultura

### Media
Springfield è stata eletta come città della sitcom animata statunitense I Simpson: dopo un concorso dove tutte le Springfield d'America dovevano mandare un video illustrativo sulla loro città, è stata scelta proprio quella del Vermont.